# Erich Schriever
Erich Schriever, né le 6 août 1924 et mort le date 29 avril 2020, est un rameur suisse.

## Biographie
Erich Schriever dispute l'épreuve de quatre en pointe avec barreur aux côtés de Rudolf Reichling, André Moccand, Émile Knecht et Peter Stebler aux Jeux olympiques d'été de 1948 de Londres et remporte la médaille d'argent.